# Анђелка Стевић Жугић
Анђелка Стевић Жугић (Пожаревац, 23. октобар 1984) српска је телевизијска и позоришна глумица и телевизијска водитељка.

## Биографија
Рођена је у Пожаревцу као Анђелка Стевић где је похађала Пожаревачку гимназију. Глуму је дипломирала на Академији уметности у Новом Саду у класи професора Бориса Исаковића.
Игра у Атељеу 212 и Српском народном позоришту. Популарност је стекла у телевизијским серијама Жене са Дедиња (2011—2015) и Андрија и Анђелка (2015—2016).
Била је водитељка више телевизијских емисија.
Анђелка је од 2011. до 2020. била удата за Дариа Прпића, са којим има сина Јакшу.
Од 2023. године у браку је са Марком Жугићем, са којим има кћерку Чарну.

## Филмографија
| Год.       | Назив                           | Улога            |
| ---------- | ------------------------------- | ---------------- |
| 2000-те    |                                 |                  |
| 2007.      | Улица липа (ТВ серија)          | Водитељка        |
| 2008.      | Горки плодови (ТВ серија)       | Тијана           |
| 2010-те    |                                 |                  |
| 2010.      | Наша мала клиника (ТВ серија)   | Андреа           |
| 2011.      | Мешано месо (ТВ серија)         | учитељица        |
| 2011—2015. | Жене са Дедиња (ТВ серија)      | Чарна Малбаш     |
| 2012.      | Државни посао (ТВ серија)       | Ања              |
| 2015—2016. | Андрија и Анђелка (ТВ серија)   | Анђелка Симић    |
| 2017.      | Козје уши                       | продавачица      |
| 2018.      | Не дирај ми маму (ТВ серија)    | Дуња Суновратило |
| 2019.      | Ујка нови хоризонти (ТВ серија) | Зораида          |
| 2019—2020. | Нек иде живот (ТВ серија)       | Катарина         |
| 2019.      | Преспав (ТВ серија)             | Режисерка Јелена |
| 2020-те    |                                 |                  |
| 2021.      | Једини излаз                    | Ана Колар        |
| 2021.      | Једини излаз (ТВ серија)        | Ана Колар        |
| 2021.      | Радио Милева                    | Јеца             |
| 2021.      | Азбука нашег живота             | Сунчица          |
| 2021.      | Небеса                          | Снежана          |
| 2022.      | Шетња с лавом                   | Уна              |

## Емисије
| Година     | Наслов            | Позиција    | Телевизија |
| ---------- | ----------------- | ----------- | ---------- |
| 2011.      | 48 сати свадба    | водитељка   | Пинк       |
| 2012—2013. | Ноћни ТВ пројекат | водитељка   | Б92        |
| 2014.      | Булевар у 5 до 5  | водитељка   | Б92        |
| 2017.      | Суперљуди         | члан жирија | Прва, РТЛ  |
| 2018—2019. | 100 људи 100 ћуди | водитељка   | Прва       |
| 2020.      | Држ' га Божо      | водитељка   | К1         |
| 2022.      | Зна се ко је први | водитељка   | Б92        |